# Sporting Club Moto Ball Monteux
Dernière mise à jour : 7 Févr. 2020.
Le Sporting Club Moto Ball Monteux est l'un des sept clubs de moto-ball du département de Vaucluse basé à Monteux.

## Le club
Le Sporting Club Moto Ball Monteux a été fondé en 1948 par Georges Henri et est actuellement géré par deux Co-Président: Delphone ICARD et Yannick LE BRIS. Les rencontres de championnats se déroulent au stade Edouard Grangier.

## Palmarès[6]

### Un unique Succès en Championnat de France
Le SC MBM a remporté le Championnat de France de moto-ball en  2016. Ce succès représente un moment fort dans l'histoire du club puisqu'il s'agit du seul titre de champion de l'histoire du club. Le club avait réussi l'exploit d'atteindre la finale du Trophée de France lors de la saison 2018 d'Elite 1.

### L'équipe Reserve en Elite 2
Bien que l'équipe première peine à s'imposer face aux grands clubs français le Sporting Club Moto Ball Monteux possède également une seconde équipe, en Elite 2, qui a eu l'occasion de remporter plusieurs titres. Cette dernière remporte le championnat de France Elite 2 en 2017, le trophée de France en 1975, 1976, 1987, 1989 et 2007 et le Trophée des Champions Elite 2 en 2017.

### Les Performances de l'équipe U18
Comme l'ensemble des équipes évoluant au plus haut niveau, le Sporting Club Moto Ball Monteux possède une équipe en catégorie U18. Celle-ci a remporté le Championnat de France U18 en 2003, la Coupe de France U18 en 1992 et 2002, ainsi que le récent championnat de Ligue de Provence U18 en 2023.